# ヤキマンカ
ヤキマンカ（露: Якиманка イェキマンカ；Yakimanka）は、ロシアのモスクワにある地名。

## 概要
クレムリンの少し南側に位置し、中央区（Центральный АО）に属するラヨンである。モスクワ川の南岸に位置し、14世紀ごろから入植が始まった。人口は約2.7万人（2024年）。
地名の由来は中世以前に起源を持つヨアキム・アニンスキー教会 (Иоакимоаннинская церковь、1939年に閉鎖、1969年に取り壊され現存せず) にちなむ。聖母マリアの父ヨアキム (Иоаким) に由来するヤキム（Яким）と母アンナ (Анна) の愛称アンカ（Анка）を組み合わせたロシア語の固有名詞である。ヤキマンカにはロシア正教の教会が多数ある。通りの名前として大ヤキマンカ(ヤキマンコ)通、小ヤキマンカ(ヤキマンコ)通がある
日本語ではヤキマンコと称されることがあるが、ロシア語転写方式から考えると誤りである。この地区はイギリス大使館もある1等地であるが、ソ連時代に在ソ連日本大使館の建て替えが必要になった際、当時のソ連政府から、この地区内の土地の提供を打診されたものの、女性器の俗称であるまんこを想起させるためか、日本側から断ったという。

## 周辺

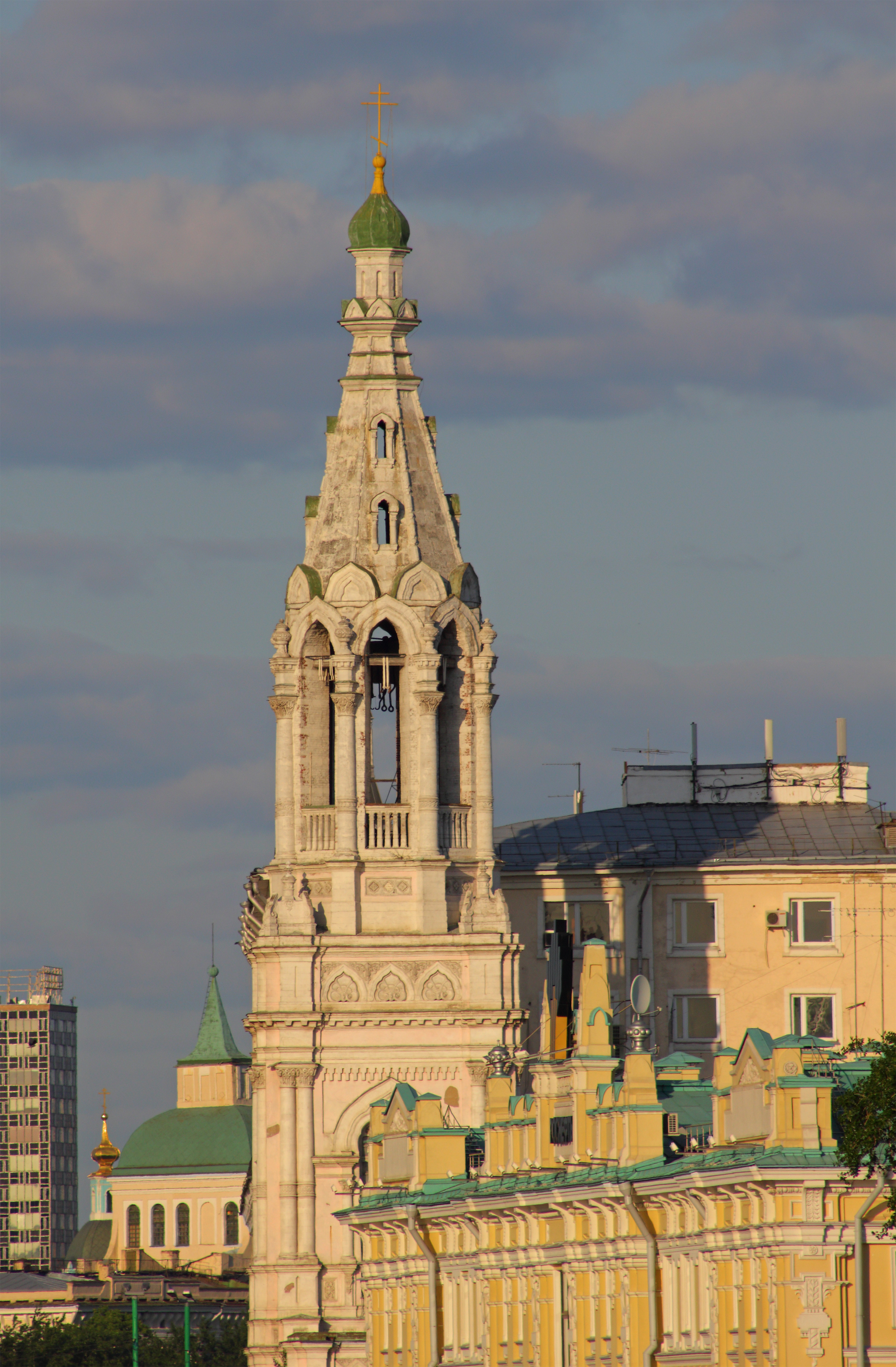
聖ソフィア教会

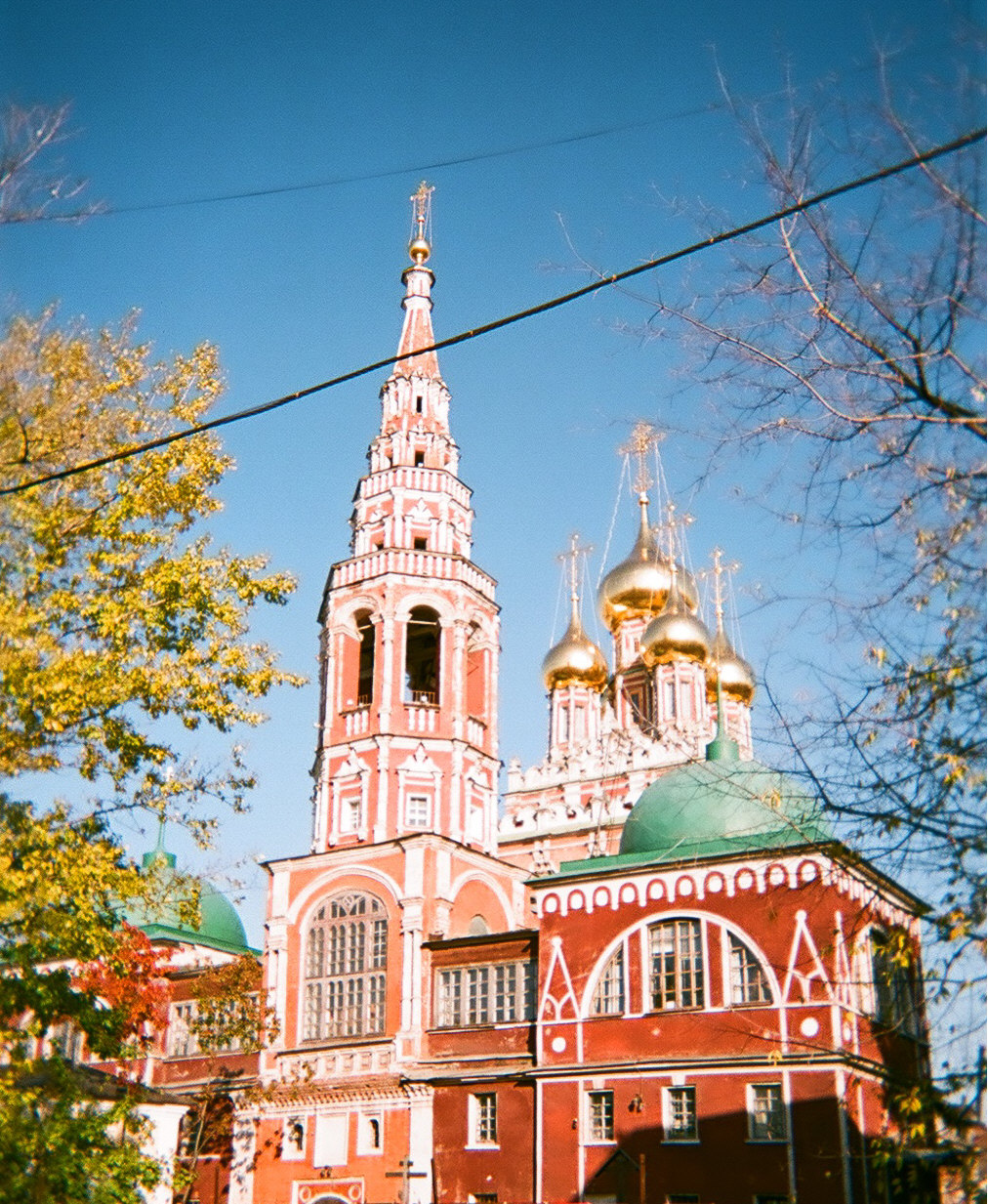
カダシ教会

- トレチャコフ美術館
- ヴァシーリー・トロピーニン美術館
- マラト・ゲルマン美術館

- マルフォ・マリーンスキー修道院
- 生神女就寝祭教会
- テオトコス教会
- カダシ教会
- 聖ソフィア教会
- 聖カタリナ教会

- 国家間航空委員会
- ロシア連邦刑執行庁

- フランス大使館（旧イグムノフ邸）

- プレジデントホテル
- ロシア連邦法務省
- ロシア連邦内務省

## 交通
モスクワ地下鉄の3路線が乗り入れている。
- カルーシュスコ＝リーシュスカヤ線 (6号線)、
カリーニンスコ＝ソンツェフスカヤ線 (8号線)
  - トレチャコフスカヤ駅
- 環状線 (5号線)
  - ドブルイニンスカヤ駅
- カルーシュスコ＝リーシュスカヤ線、環状線
  - オクチャーブリスカヤ駅
- セルプホーフスコ＝チミリャーゼフスカヤ線 (9号線)
  - ポリャンカ駅
  - セルプホフスカヤ駅